# Equitazione ai Giochi della XI Olimpiade - Concorso completo a squadre
La competizione del concorso completo a squadre di equitazione dai Giochi della XI Olimpiade si è svolta nei giorni dal 13 al 16 agosto. 
Le prove si svolte nelle seguenti sedi: 
- Dressagge presso il Reich Sport Field il 13 e 14 agosto
- Cross-country presso Döberitz (Brandeburgo) il 15 agosto con le seguenti prove:
  - 7 Km su strade e sentieri
  - 4 Km di steeplechase
  - 15 Km su strade e sentieri
  - 8 Km di cross-country
  - 2 Km di prato
- Salto ad ostacoli allo stadio Olimpico di Berlino il 16 agosto.

La classifica finale era determinata sommando i punti dei tre cavalieri di ogni nazione della prova individuale.

## Classifica finale
| Pos.             | Nazione        | Binomio                    | Binomio         | Risultato Individuale | Risultato Totale |
| Pos.             | Nazione        | Cavaliere                  | Cavallo         | Risultato Individuale | Risultato Totale |
| ---------------- | -------------- | -------------------------- | --------------- | --------------------- | ---------------- |
| Oro              | Germania       | Ludwig Stubbendorf         | Nurmi           | -37,70                | -676,65          |
| Oro              | Germania       | Rudolf Lippert             | Fasan           | -111,60               | -676,65          |
| Oro              | Germania       | Konrad von Wangenheim      | Kurfürst        | -527,35               | -676,65          |
| Argento          | Polonia        | Henryk Roycewicz           | Arlekin III     | -253,00               | -991,7           |
| Argento          | Polonia        | Zdzisław Kawecki           | Bambino         | -300,70               | -991,7           |
| Argento          | Polonia        | Seweryn Kulesza            | Tóska           | -438,00               | -991,7           |
| Bronzo           | Gran Bretagna  | Alexander Scott            | Bob Clive       | -117,30               | -9195,5          |
| Bronzo           | Gran Bretagna  | Edward Howard-Vyse         | Blue Steel      | -324,00               | -9195,5          |
| Bronzo           | Gran Bretagna  | Richard Fanshawe           | Bowie Knife     | -8754,20              | -9195,5          |
| 4                | Cecoslovacchia | Václav Procházka           | Harlekýn        | -324,30               | -18952,7         |
| 4                | Cecoslovacchia | Josef Dobeš                | Leskov          | -497,70               | -18952,7         |
| 4                | Cecoslovacchia | Otomar Bureš               | Mirko           | -18130,70             | -18952,7         |
| Non Classificate |                |                            |                 |                       |                  |
| -                | Bulgaria       | Khristo Malakchiev         | Mageremlek      | -156,80               |                  |
| -                | Bulgaria       | Petăr Angelov              | Liquidator      | -292,60               |                  |
| -                | Bulgaria       | Todor Semov                | Lowak           | DNF                   |                  |
| -                | Danimarca      | Hans Lunding               | Jason           | -102,20               |                  |
| -                | Danimarca      | Vincens Grandjean          | Grey Friar      | -104,90               |                  |
| -                | Danimarca      | Niels Erik Leschly         | Wartburg        | DNF                   |                  |
| -                | Francia        | Georges Margot             | Sayda           | DNF                   |                  |
| -                | Francia        | Amaury de la Moussaye      | Iroise          | DNF                   |                  |
| -                | Francia        | Henri Pernot du Breuil     | Boreal          | DNF                   |                  |
| -                | Bulgaria       | Khristo Malakchiev         | Mageremlek      | -156,80               |                  |
| -                | Bulgaria       | Petăr Angelov              | Liquidator      | -292,60               |                  |
| -                | Bulgaria       | Todor Semov                | Lowak           | DNF                   |                  |
| -                | Danimarca      | Hans Lunding               | Jason           | -102,20               |                  |
| -                | Danimarca      | Vincens Grandjean          | Grey Friar      | -104,90               |                  |
| -                | Danimarca      | Niels Erik Leschly         | Wartburg        | DNF                   |                  |
| -                | Francia        | Georges Margot             | Sayda           | DNF                   |                  |
| -                | Francia        | Amaury de la Moussaye      | Iroise          | DNF                   |                  |
| -                | Francia        | Henri Pernot du Breuil     | Boreal          | DNF                   |                  |
| -                | Ungheria       | Ágoston Endrődy            | Pandur          | -105,70               |                  |
| -                | Ungheria       | Lőrinc Jankovich           | Irány           | -154,30               |                  |
| -                | Ungheria       | István Visy                | Legény          | DNF                   |                  |
| -                | Italia         | Dino Ferruzzi              | Manola          | DNF                   |                  |
| -                | Italia         | Giuseppe Chiantia          | Dardo           | DNF                   |                  |
| -                | Italia         | Ranieri di Campello        | Inn             | DNF                   |                  |
| -                | Giappone       | Takeichi Nishi             | Ascot           | -177,00               |                  |
| -                | Giappone       | Asanosuke Matsui           | Shisei          | DNF                   |                  |
| -                | Giappone       | Manabu Iwahashi            | Galloping Ghost | DNF                   |                  |
| -                | Paesi Bassi    | Eddy Kahn                  | Espoir          | -217,80               |                  |
| -                | Paesi Bassi    | Charles Pahud de Mortanges | Mädel wie Du    | DNF                   |                  |
| -                | Paesi Bassi    | Christiaan Tonnet          | Herlekijn       | DNF                   |                  |
| -                | Svizzera       | Mario Mylius               | Saphir          | -145,00               |                  |
| -                | Svizzera       | Hans Moser                 | Sergius         | -490,50               |                  |
| -                | Svizzera       | Pierre Mange               | Pedigree        | DNF                   |                  |
| -                | Svezia         | Carl-Adam Stjernswärd      | Altgold         | -175,60               |                  |
| -                | Svezia         | Henri Saint Cyr            | Fun             | -625,70               |                  |
| -                | Svezia         | Gustaf Nyblaeus            | Monaster        | DNF                   |                  |
| -                | Stati Uniti    | Earl Foster Thomson        | Jenny Camp      | -99,90                |                  |
| -                | Stati Uniti    | Carl Raguse                | Trailolka       | -263,70               |                  |
| -                | Stati Uniti    | John Willems               | Slippery Slim   | DNF                   |                  |